# Silk Sonic
Silk Sonic es un superdúo compuesto por los músicos estadounidenses Bruno Mars y Anderson Paak. Su primer álbum «An Evening with Silk Sonic» fue lanzado el 12 de noviembre de 2021 y ha obtenido muy buenas críticas. Este álbum contiene el sencillo principal «Leave the Door Open», la canción número uno internacionalmente. En los Premios Grammy de 2022 obtuvieron 4 nominaciones.

## Historia

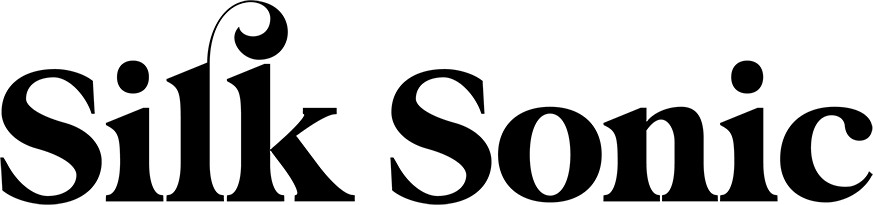
El logotipo de Silk Sonic.

El dúo comenzó a trabajar en conjunto cuando el baterista y rapper Anderson Paak, de Oxnard, California, abrió para el 24K Magic World Tour el 12 de diciembre de 2017. En abril, Mars y Paak colaboraron en los Abbey Road Studios en Londres, con los productores Nile Rodgers y Guy Lawrence de la banda británica Disclosure para el álbum «It's About Time» de la banda estadounidense Chic y han trabajado en la música que apareció en el álbum Ventura (Anderson .Paak album. Tramaron la banda por diversión yel músico estadounidense Bootsy Collins los nombró Silk Sonic.
El 26 de febrero de 2021, Mars anunció que él y Paak han formado la banda y creado el álbum. El siguiente mes, tocaron en los Premios Grammy de 2021al estilo de los años 70's.
El 30 de julio lanzaron su segundo sencillo promocional «Skate» que obtuvo una muy buena aceptación tanto por los fans de la banda como por los críticos, quienes elogiaron la creatividad y valentía de revivir y dar un último suspiro a esos sonidos de los 70's, yendo contracorriente a los sonidos populares de la actualidad.
El 1 de noviembre de 2021, Silk Sonic anunció que su tercer sencillo, «Smokin Out the Window» se lanzaría el 5 de ese mes, una semana antes del lanzamiento del álbum. 
El 12 de noviembre, «An Evening with Silk Sonic» fue lanzado. El 21 de noviembre, «Smokin Out the Window» fue interpretada por ellos como el primer acto de los Premios American Music de 2021, donde también ganaron el premio a la «Favorite Soul/R&B Song|Favorite Song – R&B».
Su canción «777» apareció en un comercial de los AirPods de Apple.
Su canción «Fly As Me» apareció en el trailer de la película The Garfield Movie.